# Mohamed Wali Akeik
Mohamed Wali Akeik (árabe: محمد والي أكيك‎; El Aiune, 1950) é um político e oficial militar saaraui que, de 04 de fevereiro de 2018 a 13 de janeiro de 2020, foi Primeiro-Ministro da República Árabe Saaraui Democrática, que possuí uma reivindicação disputada sobre o Saara Ocidental. Akeik foi nomeado pelo Presidente Brahim Ghali, sucedendo Abdelkader Taleb Omar, que ocupava o cargo de Primeiro-Ministro desde 2003.
Atualmente serve como Chefe do Estado-Maior do Exército de Libertação do Povo Saaraui. Akeik foi nomeado em 1 de novembro de 2021 pelo presidente Brahim Ghali.